# Selección de baloncesto de Letonia
La selección de baloncesto de Letonia (en letón: Latvijas basketbola izlase) es el equipo formado por jugadores de nacionalidad letona que representa a la Federación Letona de Baloncesto en las competiciones internacionales organizadas por la Federación Internacional de Baloncesto (FIBA) o el Comité Olímpico Internacional (COI): los Juegos Olímpicos, la Copa Mundial de Baloncesto y el EuroBasket.
Letonia ha alcanzado el EuroBasket 15 veces, y su mayor éxito se produjo durante el período de entreguerras, cuando se convirtió en el primer equipo en ganar el torneo en 1935. Cuatro años más tarde, tuvieron otra racha impresionante y se llevaron la plata en 1939. Aunque después de 1939, Letonia se vio obligada a suspender las operaciones de su selección nacional, debido a la ocupación de los estados bálticos durante la Segunda Guerra Mundial. Letonia recuperó su independencia en 1991 y su equipo nacional volvió a participar en competiciones internacionales un año después.

## Historia

### Orígenes del equipo
El 26 de noviembre de 1923 se fundó la Federación Letona de Baloncesto, antes que la mayoría de las federaciones de baloncesto de otros países.
El 29 de abril de 1924, Letonia jugó su primer partido internacional contra Estonia, ganando 20-16. 
En el invierno de 1924 se celebró el primer campeonato de baloncesto masculino, mientras que el primer campeonato femenino se organizó en 1933. 
Los letones, al igual que sus vecinos bálticos, los lituanos y los estonios, también comenzaron a jugar baloncesto en la década de 1920, y rápidamente se convirtieron en los equipos más fuertes del Báltico. El 13 de diciembre de 1925 en Riga, cuando la selección lituana disputó su primer partido internacional, Letonia los arrasó fácilmente con un marcador de 41-20. Más tarde, Letonia continuó dominando también a los futuros tres veces campeones de Europa (41-29 y 123-10). De hecho, Letonia tenía uno de los equipos nacionales de baloncesto más fuertes del mundo. Los primeros equipos letones estaban formados por estudiantes y alumnos, que fueron entrenados por entrenadores de la Asociación Cristiana de Jóvenes (YMCA) estadounidense. 
Letonia también fue uno de los ocho países que firmaron el acta fundacional de la FIBA el 18 de junio de 1932 en Ginebra, junto con Suiza, Checoslovaquia, Grecia, Italia, Portugal, Rumania y Argentina. El representante de Letonia en este evento fue Jāzeps Šadeiko. 

### EuroBasket 1935
Los letones ganaron el primer campeonato europeo de baloncesto, el EuroBasket de 1935, organizado por FIBA Europa de la Federación Internacional de Baloncesto. Derrotaron a Hungría en la ronda preliminar, a Suiza en las semifinales y a España en la final para terminar en lo más alto del campo de diez naciones.
Letonia limitó a sus oponentes a 49 puntos en tres partidos, el promedio de puntos en contra más bajo del torneo. Su índice de puntuación, 98 puntos en tres partidos para 32,67 puntos por partido, fue superado sólo por Francia.
Letonia es el país más pequeño en población que jamás haya ganado el EuroBasket.
En 2012, el director de cine letón Aigars Grauba dirigió el drama deportivo histórico Dream Team 1935 sobre el viaje del equipo letón hacia la conquista del título.

### Juegos Olímpicos de Berlín 1936
La selección nacional de baloncesto de Letonia participó en la primera aparición del baloncesto como evento oficial para obtener medallas olímpicas. Letonia era la actual campeona de Europa y se la consideraba una de las favoritas antes del torneo. Aunque en los Juegos Olímpicos no les fue tan bien a los letones. Comenzaron el torneo con una victoria por 20-17 sobre Uruguay. Sin embargo, fueron derrotados por Canadá por 23 a 34 y, tras sufrir otra derrota ante Polonia por 23 a 28, los letones no se clasificaron para la fase eliminatoria, a diferencia de sus vecinos Estonia. Esta fue la primera y única aparición de Letonia en los Juegos Olímpicos a partir de 2019 (sus homólogas femeninas hicieron su primera aparición en 2008).

### EuroBasket 1937
En el EuroBasket de 1937, los actuales campeones tuvieron un gran comienzo en su primer partido del torneo al derrotar a Checoslovaquia por 44-11. En su segundo partido, perdieron ante Polonia y cayeron a (1-1) en la clasificación. Terminaron el juego de grupo con una necesaria victoria contra Francia para empatar a tres bandas por el liderato del grupo de cuatro equipos. Sin embargo, esto no sería suficiente para que la selección nacional alcanzara las semifinales, ya que quedó en la parte baja del desempate contra Polonia y Francia. Este resultado se produjo a pesar de que los letones fueron el equipo con mayor puntuación en todo el torneo y permitieron menos puntos al oponente que cualquier otro equipo de su grupo.
Estar en la mitad inferior del grupo preliminar significaba que el equipo no podía terminar mejor que quinto. En la semifinal de clasificación, Letonia se enfrentó a Egipto, que se había retirado tras sus dos primeros partidos preliminares. Avanzaron al desempate por el quinto y sexto lugar, que perdieron ante Estonia 41-19.

### EuroBasket 1939
En 1939, a pesar de perder dos veces, incluida una revancha del partido de 1937 contra Estonia, Letonia consiguió medallas de plata con 5 victorias. Polonia, que también tenía un récord de 5-2, terminó tercera ya que Letonia había ganado el partido entre los dos equipos. El partido inaugural del torneo y, en retrospectiva, decisivo entre Letonia y Lituania, terminó con una dramática victoria tardía para los anfitriones y eventuales campeones, Lituania, lo que agrió las relaciones deportivas entre los dos países y provocó la cancelación de la Copa del Báltico de 1939.
Uno de los subcampeones de 1939, Alfrēds Krauklis, dijo una vez: "Francamente, estos tres estados bálticos elevaron el baloncesto europeo. Ahora dicen que es español, ¿y qué? Que digan... Y yo digo: ¡es nuestro mérito!".

### Período soviético y nazi (1940-1991)
Debido a las ocupaciones soviéticas y nazis, los letones no pudieron representar a Letonia en los torneos organizados por la FIBA ni en los Juegos Olímpicos. En cambio, se vieron obligados a jugar para la selección nacional de la Unión Soviética.
Comenzaron tiempos terribles en Letonia. En 1940 comenzaron las deportaciones masivas de personas, implementadas por los soviéticos. Miles de letones se vieron obligados a abandonar su tierra natal, miles de ellos murieron debido a la guerra activa durante la Segunda Guerra Mundial.
Sin embargo, a pesar de todos los crueles desafíos, el baloncesto se siguió jugando y conservó su popularidad en Letonia. En 1941 se organizó un torneo de los países bálticos en el pabellón deportivo de Kaunas. El equipo de la RSS de Lituania ganó la final contra la RSS de Letonia, 38–33.
En los Juegos Olímpicos de 1952, Maigonis Valdmanis se convirtió en el primer representante letón en el equipo soviético, que ganó las medallas de plata olímpicas ese año. Unos años más tarde, otras dos estrellas del baloncesto letón se unieron al equipo: Jānis Krūmiņš y Valdis Muižnieks. Más tarde, el trío ganó dos títulos del EuroBasket y dos veces se convirtieron juntos en subcampeones olímpicos.
En la década de 1950, el ASK Rīgas, entrenado por la leyenda soviética Aleksandr Gómelski, se convirtió en la principal fuerza de la Unión Soviética e incluso de Europa al ganar tres títulos consecutivos de la Copa de Europa entre 1958 y 1960. La plantilla del club contaba con múltiples campeones europeos, como Jānis Krūmiņš, Maigonis Valdmanis y Valdis Muižnieks. Además, en 1960 el TTT Riga ganó la Copa de Europa de clubes femeninos, lo que sin duda convirtió a Riga en la capital del baloncesto con los dos principales títulos europeos de baloncesto en manos de los clubes de la ciudad al mismo tiempo. Y fue sólo el primero de los impresionantes 18 títulos europeos.
En años posteriores aparecieron otras estrellas del baloncesto letón, como Valdis Valters e Igors Miglinieks, quienes finalmente se coronaron campeones olímpicos. Valdis Valters está considerado uno de los mejores jugadores de baloncesto europeos de los años 80. Además de su título olímpico, también ganó el Mundial de 1982 y se proclamó campeón de Europa en dos ocasiones, siendo nombrado MVP del EuroBasket de 1981.

### Después de la restauración de la independencia (desde 1991)
El 4 de mayo de 1990 Letonia declaró la independencia del país de la Unión Soviética. En consecuencia, en septiembre de 1991 su federación de baloncesto volvió a afiliarse a la FIBA. Sin embargo, a pesar de tener algunos jugadores notables como Valdis Valters, Igors Miglinieks, Ainars Bagatskis, Kaspars Kambala, Andris Biedriņš, Letonia no logró recuperar su gloria de entreguerras. Su mejor resultado tras restaurar la independencia del país es el quinto puesto conseguido en el EuroBasket 2017. Sin embargo, el baloncesto está recuperando poco a poco su poder en Letonia con la ayuda de los equipos juveniles que ganan medallas.

### EuroBasket 2013
Durante el EuroBasket 2013, Letonia comenzó su torneo con dos victorias contra Bosnia y Herzegovina y Montenegro antes de enfrentarse a Lituania, su antiguo rival báltico. Aunque en el partido tan esperado entre las dos naciones, Lituania se impuso 67–59. Luego, Letonia perdió su siguiente partido contra Serbia, pero se recuperó para ganar su último partido del grupo contra Macedonia y avanzar.
En la segunda fase de grupos del torneo, Letonia mostró un dominio inmediato en su primer partido del grupo sobre Ucrania, ganando 86–51. Resultó ser la única victoria que registraría Letonia en el grupo, ya que finalmente fue eliminada.

### EuroBasket 2015
Como uno de los anfitriones del EuroBasket 2015 en Riga, Letonia comenzó su campaña en el torneo venciendo a Bélgica por 78–67. En su segundo partido, se enfrentaron una vez más a sus rivales Lituania. Letonia buscó vengar su derrota en el enfrentamiento anterior del EuroBasket entre los dos, ya que el equipo nacional tuvo un buen comienzo en el primer cuarto. Desafortunadamente, los letones no pudieron mantener el impulso con el que comenzaron el partido, ya que volvieron a caer ante sus rivales, 68–49. Si bien fue desmoralizador para Letonia ser derrotada de esa manera frente a su público local, se recuperó rápidamente para ganar dos de los siguientes tres partidos que jugaron para pasar a la fase eliminatoria. Allí, Letonia venció a Eslovenia para avanzar a los cuartos de final, pero finalmente se quedó corta ante la eventual medallista de bronce, Francia.

### EuroBasket 2017
En el EuroBasket 2017, Letonia entró en la competición con grandes expectativas, ya que presentó una de sus alineaciones más potentes de su historia. Con la incorporación de la estrella letona Kristaps Porziņģis al equipo nacional absoluto por primera vez, Letonia estaba preparada para emprender un largo torneo. Pero en su primer partido fueron superados por un veterano equipo serbio, 92–82. Sin embargo, la selección nacional se recuperó enormemente al desmantelar a Bélgica por 92–64, con Porziņģis y Jānis Timma a la cabeza en anotaciones con 27 puntos cada uno. También ganaron sus siguientes tres partidos en el grupo para terminar con un récord (4-1), para ganarse un lugar en las rondas eliminatorias. En su enfrentamiento de octavos de final, estrangularon a Montenegro 100–68. Sin embargo, Letonia se topó con una sierra circular en su partido de cuartos de final, cayendo ante la eventual campeona Eslovenia.
Letonia terminó quinto en la general del torneo, alcanzando su mejor resultado de posguerra en la historia de la selección nacional, en el que Kristaps Porziņģis debutó con promedios asombrosos de 23,6 puntos, 5,9 rebotes y 1,9 tapones a la edad de 22 años.

### Años recientes (2019-2022)
El 1 de agosto de 2019, Letonia nombró al exjugador Roberts Štelmahers nuevo entrenador en jefe de la selección nacional. Reemplazó a Arnis Vecvagars. En marzo de 2022, Letonia fue seleccionada como uno de los cuatro coanfitriones del EuroBasket 2025, donde albergará un grupo de la fase preliminar, así como las rondas eliminatorias.

### Camino a la Copa Mundial FIBA 2023
Después del fichaje de Luca Banchi como entrenador en jefe en 2021, Letonia se clasificó para la Copa Mundial FIBA 2023, siendo la primera vez que la selección nacional aparecería en la final de la Copa del Mundo.
Letonia entró en la competición con grandes esperanzas, sin embargo, su mayor estrella, Kristaps Porziņģis, no pudo representar al equipo durante la Copa Mundial FIBA 2023 debido a que no se recuperó de una lesión. Sin embargo, Letonia eliminó sorprendentemente a Francia, subcampeona europea, en la primera ronda al ganar un partido decisivo 88-86 y se clasificó para la segunda ronda de la Copa Mundial FIBA 2023 con dos victorias (también contra Líbano 109-70) y una derrota 101–75 ante Canadá. Uno de los líderes del equipo letón, Dāvis Bertāns, describió la victoria contra Francia como "la mayor victoria en la historia del baloncesto letón desde 1935". En la segunda ronda, Letonia logró otra memorable victoria por 74-69 contra los actuales campeones del mundo, España. En el siguiente partido, Letonia aplastó a Brasil 104–84 y avanzó a los cuartos de final como el segundo mejor equipo del grupo, dejando atrás a España y Brasil sin playoffs. Pero en cuartos de final, Letonia perdió ante Alemania en los últimos segundos con el resultado 79-81 y no se clasificó directamente para los Juegos Olímpicos de París 2024. Letonia terminó el torneo en quinto lugar después de derrotar a Italia (82–87) y Lituania (98–63).

## Plantilla
- Lista de jugadores convocados que disputaron la Copa Mundial de Baloncesto de 2023.[21]

| Letonia                 | Letonia          | Letonia | Letonia | Letonia | Letonia                  |
| Num                     | Jugador          | Pos     | Altura  | Edad    | Equipo                   |
| ----------------------- | ---------------- | ------- | ------- | ------- | ------------------------ |
| 00                      | Rodions Kurucs   | A       | 2,06 m  | 25      | UCAM Murcia              |
| 8                       | Dāvis Bertāns    | A       | 2,08 m  | 30      | Oklahoma City Thunder    |
| 9                       | Dairis Bertāns   | B       | 1,93 m  | 33      | VEF Rīga                 |
| 11                      | Rolands Šmits    | A       | 2,07 m  | 28      | Žalgiris Kaunas          |
| 12                      | Artūrs Strautiņš | A       | 1,98 m  | 24      | Derthona Basket          |
| 18                      | Klāvs Čavars     | P       | 2,08 m  | 27      | Yokohama Excellence      |
| 21                      | Aigars Šķēle     | B       | 1,92 m  | 30      | Stal Ostrów Wielkopolski |
| 24                      | Andrejs Gražulis | A       | 2,02 m  | 30      | Aquila Basket Trento     |
| 32                      | Anžejs Pasečņiks | P       | 2,18 m  | 27      | Club Baloncesto Palencia |
| 47                      | Artūrs Kurucs    | B       | 1,93 m  | 23      | UCAM Murcia              |
| 55                      | Artūrs Žagars    | B       | 1,90 m  | 23      | BC Nevėžis               |
| 66                      | Kristers Zoriks  | B       | 1,93 m  | 25      | Petkim Spor              |
| Entrenador: Luca Banchi |                  |         |         |         |                          |

## Partidos

### Próximos encuentros
| Fecha                   | Ciudad              | Competición                | Local        |                         | Resultado |                         | Visitante    |
| ----------------------- | ------------------- | -------------------------- | ------------ | ----------------------- | --------- | ----------------------- | ------------ |
| 25 de noviembre de 2021 | Belgrado            | Clasificación Mundial 2023 | Serbia       | Bandera de Serbia       | 101:100   | Bandera de Letonia      | Letonia      |
| 29 de noviembre de 2021 | Riga                | Clasificación Mundial 2023 | Letonia      | Bandera de Letonia      | 82:74     | Bandera de Eslovaquia   | Eslovaquia   |
| 25 de febrero de 2022   | Mons                | Clasificación Mundial 2023 | Bélgica      | Bandera de Bélgica      | 65:66     | Bandera de Letonia      | Letonia      |
| 28 de febrero de 2022   | Riga                | Clasificación Mundial 2023 | Letonia      | Bandera de Letonia      | 68:63     | Bandera de Bélgica      | Bélgica      |
| 30 de junio de 2022     | Riga                | Clasificación Mundial 2023 | Letonia      | Bandera de Letonia      | 66:59     | Bandera de Serbia       | Serbia       |
| 3 de julio de 2022      | Levice              | Clasificación Mundial 2023 | Eslovaquia   | Bandera de Eslovaquia   | 60:93     | Bandera de Letonia      | Letonia      |
| 25 de agosto de 2022    | Riga                | Clasificación Mundial 2023 | Letonia      | Bandera de Letonia      | 111:85    | Bandera de Turquía      | Turquía      |
| 28 de agosto de 2022    | Newcastle upon Tyne | Clasificación Mundial 2023 | Gran Bretaña | Bandera del Reino Unido | 80:87     | Bandera de Letonia      | Letonia      |
| 11 de noviembre de 2022 | Heraclión           | Clasificación Mundial 2023 | Grecia       | Bandera de Grecia       | 60:80     | Bandera de Letonia      | Letonia      |
| 14 de noviembre de 2022 | Riga                | Clasificación Mundial 2023 | Letonia      | Bandera de Letonia      | 79:63     | Bandera del Reino Unido | Gran Bretaña |
| 24 de febrero de 2023   | Bursa               | Clasificación Mundial 2023 | Turquía      | Bandera de Turquía      | 74:83     | Bandera de Letonia      | Letonia      |
| 27 de febrero de 2023   | Riga                | Clasificación Mundial 2023 | Letonia      | Bandera de Letonia      | 67:57     | Bandera de Grecia       | Grecia       |
| 25 de agosto de 2023    | Yakarta             | Copa Mundial 2023          | Letonia      | Bandera de Letonia      | 109:70    | Bandera de Líbano       | Líbano       |
| 27 de agosto de 2023    | Yakarta             | Copa Mundial 2023          | Francia      | Bandera de Francia      | 86:88     | Bandera de Letonia      | Letonia      |
| 29 de agosto de 2023    | Yakarta             | Copa Mundial 2023          | Canadá       | Bandera de Canadá       | 101:75    | Bandera de Letonia      | Letonia      |
| 1 de septiembre de 2023 | Yakarta             | Copa Mundial 2023          | España       | Bandera de España       | 69:74     | Bandera de Letonia      | Letonia      |
| 3 de septiembre de 2023 | Yakarta             | Copa Mundial 2023          | Brasil       | Bandera de Brasil       | 84:104    | Bandera de Letonia      | Letonia      |
| 6 de septiembre de 2023 | Pasay               | Copa Mundial 2023          | Alemania     | Bandera de Alemania     | 81:79     | Bandera de Letonia      | Letonia      |
| 7 de septiembre de 2023 | Pasay               | Copa Mundial 2023          | Italia       | Bandera de Italia       | 82:87     | Bandera de Letonia      | Letonia      |
| 9 de septiembre de 2023 | Pasay               | Copa Mundial 2023          | Letonia      | Bandera de Letonia      | 98:63     | Bandera de Lituania     | Lituania     |

## Entrenadores
| - Valdemārs Baumanis: 1935–1936 - Ādolfs Grasis: 1937 - Valdemārs Baumanis: 1939 - Armands Krauliņš: 1993–1996 |  | - Igors Miglinieks: 1997–1999 - Armands Krauliņš: 2000–2003 - Kārlis Muižnieks: 2004–2007 - Kęstutis Kemzūra: 2008–2009 |  | - Ainars Bagatskis: 2010–2017 - Arnis Vecvagars: 2017–2019 - Roberts Štelmahers: 2019–2021 - Luca Banchi: 2021–presente |

## Jugadores destacados
| - Andris Biedriņš - Kaspars Kambala - Sandis Valters - Ainars Bagatskis - Igors Miglinieks - Valdis Valters |  | - Alfreds Krauklis - Karlis Arents - Visvaldis Melderis - Voldemārs Šmits - Rūdolfs Jurciņš |  |

## Plantillas anteriores
- EuroBasket 1935: finalizó 1°  de 10 equipos.

Eduards Andersons, Aleksejs Anufrijevs, Mārtiņš Grundmanis, Herberts Gubiņš, Rūdolfs Jurciņš, Jānis Lidmanis, Visvaldis Melderis, Džems Raudziņš. Entrenador: Valdemārs Baumanis
- Juegos Olímpicos 1936: finalizó 15° de 21 equipos.

Rūdolfs Jurciņš, Visvaldis Melderis, Eduards Andersons, Džems Raudziņš, Voldemārs Elmūts, Mārtiņš Grundmanis, Maksis Kazāks. Entrenador: Valdemārs Baumanis
- EuroBasket 1937: finalizó 6° de 8 equipos.

Eduards Andersons, Aleksejs Anufrijevs, Mārtiņš Grundmanis, Janis Jansons, Rūdolfs Jurciņš, Andrejs Krisons, Aleksandrs Martinsons, Visvaldis Melderis, Džems Raudziņš, Voldemārs Šmits. Entrenador: Ādolfs Grasis
- EuroBasket 1939: finalizó 2°  de 8 equipos.

Aleksandrs Vanags, Alfrēds Krauklis, Teodors Grinbergs, Maksis Kazāks, Voldemārs Šmits, Jānis Graudiņš, Karlis Arents, Juris Solovjovs, Karlis Satins, Visvaldis Melderis. Entrenador: Valdemārs Baumanis
- EuroBasket 1993: finalizó 9° de 16 equipos.

Edgars Šneps, Jānis Āzacis, Igors Meļņiks, Kārlis Muižnieks, Ivars Zankovskis, Ainars Bagatskis, Dzintars Jaunzems, Ivars Liepa, Raimonds Miglinieks, Edmunds Valeiko, Andrejs Bondarenko, Aigars Zeidaks. Entrenador: Armands Krauliņš
- EuroBasket 1997: finalizó 16° de 16 equipos.

Uvis Helmanis, Jānis Āzacis, Edmunds Valeiko, Roberts Štelmahers, Kārlis Muižnieks, Edgars Šneps, Raimonds Miglinieks, Ainars Bagatskis, Ivars Liepa, Ralfs Jansons, Andrejs Bondarenko, Igors Meļņiks. Entrenador: Igors Miglinieks
- EuroBasket 2001: finalizó 8° de 16 equipos.

Uvis Helmanis, Aigars Vītols, Kaspars Cipruss, Roberts Štelmahers, Edmunds Valeiko, Māris Ļaksa, Kristaps Valters, Raimonds Miglinieks, Ainars Bagatskis, Raitis Grafs, Kaspars Kambala, Arnis Vecvagars. Entrenador: Armands Krauliņš
- EuroBasket 2003: finalizó 13° de 16 equipos.

Uvis Helmanis, Aigars Vītols, Trojs Ostlers, Roberts Štelmahers, Armands Šķēle, Edgars Šneps, Kristaps Valters, Māris Ļaksa, Ainars Bagatskis, Raitis Grafs, Kaspars Kambala, Arnis Vecvagars. Entrenador: Armands Krauliņš
- EuroBasket 2005: finalizó 14° de 16 equipos.

Uvis Helmanis, Aigars Vītols, Armands Šķēle, Roberts Štelmahers, Jānis Blūms, Sandis Valters, Kristaps Valters, Ivars Timermanis, Mārtiņš Skirmants, Raitis Grafs, Kaspars Cipruss, Kristaps Janičenoks. Entrenador: Kārlis Muižnieks
- EuroBasket 2007: finalizó 13° de 16 equipos.

Uvis Helmanis, Aigars Vītols, Armands Šķēle, Jānis Blūms, Raimonds Vaikulis, Gatis Jahovičs, Sandis Valters, Pāvels Veselovs, Kaspars Cipruss, Raitis Grafs, Kristaps Janičenoks, Andris Biedriņš. Entrenador: Kārlis Muižnieks
- EuroBasket 2009: finalizó 13° de 16 equipos.

Uvis Helmanis, Aigars Vītols, Armands Šķēle, Jānis Blūms, Ernests Kalve, Kristaps Valters, Gatis Jahovičs, Kaspars Kambala, Rolands Freimanis, Artūrs Štālbergs, Kristaps Janičenoks, Andris Biedriņš. Entrenador: Kęstutis Kemzūra
- EuroBasket 2011: finalizó 21° de 24 equipos.

Mārtiņš Meiers, Dairis Bertāns, Rolands Freimanis, Jānis Blūms, Mareks Jurevičus, Edgars Jeromanovs, Rihards Kuksiks, Mareks Mejeris, Dāvis Bertāns, Jānis Strēlnieks, Artūrs Bērziņš, Andrejs Šeļakovs. Entrenador: Ainars Bagatskis
- EuroBasket 2013: finalizó 11° de 24 equipos.

Mārtiņš Meiers, Mareks Mejeris, Rolands Freimanis, Jānis Blūms, Jānis Bērziņš, Dairis Bertāns, Rihards Kuksiks, Armands Šķēle, Kristaps Janičenoks, Jānis Strēlnieks, Kaspars Bērziņš, Andrejs Šeļakovs. Entrenador: Ainars Bagatskis
- EuroBasket 2015: finalizó 8° de 24 equipos.

Mareks Mejeris, Rolands Freimanis, Jānis Blūms, Dairis Bertāns, Jānis Timma, Kristaps Janičenoks, Jānis Strēlnieks, Kaspars Bērziņš, Kaspars Vecvagars, Haralds Kārlis, Žanis Peiners, Mārtiņš Meiers. Entrenador: Ainars Bagatskis
- EuroBasket 2017: finalizó 5° de 24 equipos.

Kristaps Porziņģis, Jānis Blūms, Dāvis Bertāns, Dairis Bertāns, Jānis Timma, Rolands Šmits, Kristaps Janičenoks, Jānis Strēlnieks, Aigars Šķēle, Andrejs Gražulis, Žanis Peiners, Mārtiņš Meiers. Entrenador: Ainars Bagatskis
- Copa Mundial 2023: finalizó 5° de 32 equipos.

Rodions Kurucs, Dāvis Bertāns, Dairis Bertāns, Rolands Šmits, Artūrs Strautiņš, Klāvs Čavars, Aigars Šķēle, Andrejs Gražulis, Anžejs Pasečņiks, Artūrs Kurucs, Artūrs Žagars, Kristers Zoriks. Entrenador: Luca Banchi

## Historial

### Copa Mundial
Resultado General: 44.º puesto
| Copa Mundial de Baloncesto |
| --- |
| - 1950: No calificó - 1954: No calificó - 1959: No calificó - 1963: No calificó - 1967: No calificó - 1970: No calificó - 1974: No calificó - 1978: No calificó - 1982: No calificó - 1986: No calificó - 1990: No calificó - 1994: No calificó - 1998: No calificó - 2002: No calificó - 2006: No calificó - 2010: No calificó - 2014: No calificó - 2019: No calificó - 2023: 5º Lugar - 2027: TBD |

### Juegos Olímpicos
| Baloncesto en los Juegos Olímpicos |
| --- |
| - Berlín 1936: 15° Lugar - Londres 1948: No calificó - Helsinki 1952: No calificó - Melbourne 1956: No calificó - Roma 1960: No calificó - Tokio 1964: No calificó - México 1968: No calificó - Múnich 1972: No calificó - Montreal 1976: No calificó - Moscú 1980: No calificó - Los Ángeles 1984: No calificó - Seúl 1988: No calificó - Barcelona 1992: No calificó - Atlanta 1996: No calificó - Sídney 2000: No calificó - Atenas 2004: No calificó - Pekín 2008: No calificó - Londres 2012: No calificó - Río 2016: No calificó - Tokio 2020: No calificó - París 2024: No calificó |

### EuroBasket
| EuroBasket |
| --- |
| - 1935: - 1937: 6° Lugar - 1939: - 1946: No participó - 1947: No participó - 1949: No participó - 1951: No participó - 1953: No participó - 1955: No participó - 1957: No participó - 1959: No participó - 1961: No participó - 1963: No participó - 1965: No participó - 1967: No participó - 1969: No participó - 1971: No participó - 1973: No participó - 1975: No participó - 1977: No participó - 1979: No participó - 1981: No participó - 1983: No participó - 1985: No participó - 1987: No participó - 1989: No participó - 1991: No participó - 1993: 10° Lugar - 1995: No participó - 1997: 16° Lugar - 1999: No participó - 2001: 8° Lugar - 2003: 13° Lugar - 2005: 13° Lugar - 2007: 13° Lugar - 2009: 13° Lugar - 2011: 21° Lugar - 2013: 11° Lugar - 2015: 8° Lugar - 2017: 5° Lugar - 2022: No participó - 2025: TBD |

## Palmarés
- EuroBasket:
  -   Campeón (1): 1935
  -  Subcampeón (1): 1939